# Комаров Олександр Валерійович (керівник)
Олекса́ндр Вале́рійович Комаро́в (народився 7 листопада 1972) — український топ-менеджер, президент компанії Київстар.

## Життєпис
Закінчив Київський політехнічний інститут. Також отримав диплом британського Чартерного інституту маркетингу (CIM, 2001) і має ступінь MBA Стокгольмської школи економіки.
Кар'єру починав у 1994 році у київському Науково-дослідному центрі військового інституту управління та зв'язку. З 1997 року працював у компанії Globalstar у сфері маркетингу та продажів. З 2002 року працював директором з розвитку бізнесу рекламного агентства Adell Saatchi & Saatchi, з 2004 — генеральний директор цього агентства. Пізніше очолив групу Відео Інтернешнл в Україні.
З 2007 року працював генеральним директором найбільшого рекламного холдингу України GroupM.
У липні 2013 року отримав запрошення з Казахстану від компанії Beeline стати головним комерційним директором компанії. З січня 2016 року очолював Beeline Казахстан. За час керування компанією Олександр Комаров перетворив її на національного галузевого лідера — наприкінці 2018 року Beeline Казахстан вперше у своїй двадцятирічній історії посів перше місце серед телеком-операторів Казахстану за кількістю абонентів. Компанія досягла успіхів у розбудові мереж високошвидкісного інтернету (4G, LTE) і впровадженні інноваційних телеком-послуг.
З 20 липня 2018 року одночасно з посадою виконавчого директора Beeline Казахстан виконував обов'язки президента українського телеком-оператора Київстар.
6 грудня 2018 року група VEON оголосила про призначення Олександра Комарова президентом компанії Київстар. Під час його керівництва компанією, в Україні стрімко розвивається стандарт зв'язку 4G у діапазоні 900 МГц, що стало можливим завдяки тому, що Київстар став донором частот для інших учасників телеком-індустрії.
Олександр Комаров протягом 10 років читав лекції зі стратегічного менеджменту та маркетингу на запрошення Міжнародного інституту бізнесу.
Одружений, має трьох дітей.
Веде як хобі авторський You-Tube-проєкт Олександра Комарова (OK TALK), куди запрошує на бесіди відомих і знакових людей.
Займається бігом і великим тенісом.

## Відзнаки
- очолює рейтинг найкращих керівників за версією Forbes Ukraine[11]
- очолив рейтинг найкращих топ-менеджерів телеком-галузі «Ідеальні управителі» (2020)[12]
- увійшов до десятки найкращих топ-менеджерів України за версією «ТОП-100. Рейтинг найбільших»[13]
- увійшов до ТОП-20 найуспішніших керівників українських компаній в Україні[14]

## Громадська діяльність
У 2019 році був членом Ради директорів представництва Американської торговельної палати в Україні. Є членом Наглядової ради цього бізнес-об'єднання.
Член Ради з питань підтримки підприємництва — консультативно-дорадчого органу при Президентові України (з 27 червня 2025).